# Neoparachorista splendida
Neoparachorista splendida  (лат.) — ископаемый вид скорпионниц рода Neoparachorista из семейства Parachoristidae (Triassochoristidae).  Один из древнейших представителей отряда скорпионницы. Обнаружен в триасовых ископаемых останках (Австралия, Квинсленд, Mt. Crosby, карнийский ярус, около 230 млн лет). Длина переднего крыла 20 мм. 
Вид Neoparachorista splendida был впервые описан по отпечаткам в 1955 году вместе с Archexyela crosbyi, Archeosmylus costalis, Lithosmylidia lineata, Mesogryllacris giganteus, Archebittacus exilis, Triassochorista nana, N. perkinsi, N. semiovena, Neopermopanorpa mesembria. Включён в состав рода Neoparachorista Riek 1955 (из подсемейства Neorthophlebiinae Handlirsch 1920) вместе с видом Neoparachorista clarkae. Сестринские таксоны скорпионниц: Neoparachorista, Ctenophlebia, Haplobittacus, Neorthophlebopsis, Parabittacus, Pleobittacus, Protobittacus. Это один из древнейших видов скорпионниц и всех представителей отряда Mecoptera наряду с такими видами как Westphalomerope maryvonneae, Pseudomerope mareki, Permopanorpa martynovi, Mesochorista anglicana.